# Zoteux
Zoteux település Franciaországban, Pas-de-Calais megyében. Lakosainak száma 588 fő (2022. január 1.). Zoteux Bécourt, Bezinghem, Bourthes és Doudeauville községekkel határos.

## Népesség
A település népessége az elmúlt években az alábbi módon változott:
| Lakosok száma | 591  | 598  | 606  | 615  | 623  | 620  | 609  | 599  | 588  |
|               | 2013 | 2015 | 2016 | 2017 | 2018 | 2019 | 2020 | 2021 | 2022 |